# 그루예츠군

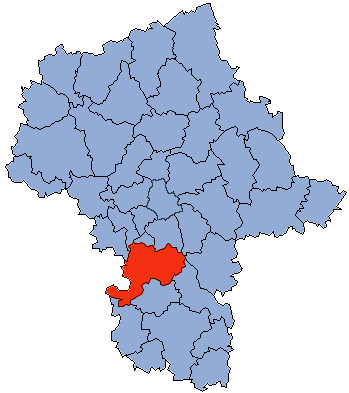
마조프셰주 지도에 표시된 그루예츠군의 위치

그루예츠군(폴란드어: powiat grójecki)은 폴란드 마조프셰주에 위치한 군으로 군청 소재지는 그루예츠이며 면적은 1,268.82km2, 인구는 98,334명(2019년 기준), 인구 밀도는 78명/km2이다.
북쪽으로는 그로지스크군, 피아세치노군, 북동쪽으로는 오트보츠크군, 동쪽으로는 가르볼린군, 코지에니체군, 남쪽으로는 비아워브제기군, 프시수하군, 서쪽으로는 우치주 토마슈프군, 라바군, 북서쪽으로는 지라르두프군과 접한다. 10개 지방 자치체(4개 도시형 농촌, 6개 농촌)를 관할한다.

군기
군 문장